# Antoine Palate
Antoine Palate  (1 maart 1994) is een Belgische voetballer die bij voorkeur als middenvelder speelt. Hij verruilde in juli 2014 Diegem Sport voor Tempo Overijse. 
Palate maakte zijn debuut voor OH Leuven in het seizoen 2010-2011 in Tweede klasse. Op speeldag 24 mocht hij na 84 minuten invallen in de met 4-1 gewonnen wedstrijd tegen KSK Heist. De rest van het seizoen zou Palate nog enkele malen op de bank zitten, maar zou hij niet meer aan speelminuten in het eerste elftal toekomen. OH Leuven behaalde dit seizoen de titel en promoveerde naar Eerste klasse.

## Statistieken
| Competitie      | Seizoen         | Club                | Competitie | Competitie | Play-off I | Play-off I | Play-off II | Play-off II | Play-off III / Eindr. | Play-off III / Eindr. | Beker | Beker | Totaal | Totaal |
| Competitie      | Seizoen         | Club                | Wed.       | Dlp.       | Wed.       | Dlp.       | Wed.        | Dlp.        | Wed.                  | Dlp.                  | Wed.  | Dlp.  | Wed.   | Dlp.   |
| --------------- | --------------- | ------------------- | ---------- | ---------- | ---------- | ---------- | ----------- | ----------- | --------------------- | --------------------- | ----- | ----- | ------ | ------ |
| Tweede klasse   | 2010-2011       | Oud-Heverlee Leuven | 1          | 0          | nvt        | nvt        | nvt         | nvt         | --                    | --                    | 0     | 0     | 1      | 0      |
| Eerste klasse   | 2011-2012       | Oud-Heverlee Leuven | 0          | 0          | --         | --         | 0           | 0           | --                    | --                    | 0     | 0     | 0      | 0      |
| Eerste klasse   | 2012-2013       | Oud-Heverlee Leuven | 0          | 0          | --         | --         | --          | --          | --                    | --                    | 0     | 0     | 0      | 0      |
| Carrière totaal | Carrière totaal | Carrière totaal     | 1          | 0          | 0          | 0          | 0           | 0           | 0                     | 0                     | 0     | 0     | 1      | 0      |